# Rodrigo Jacquet
Rodrigo Nicolás Jacquet Meza, más conocido como Jacquet (1 de octubre de 1993, en Asunción) es un futbolista paraguayo que juega como centrodelantero y actualmente milita en el Club Sportivo San Lorenzo de la Segunda División de Paraguay.
Es hijo de Justo Jacquet, exjugador de Cerro Porteño, Sport Club Internacional, Club Atlético Belgrano entre otros y Gran Capitán de la Selección de fútbol de Paraguay.

## Trayectoria
Rodrigo comenzó a practicar fútbol desde muy temprana edad, en una de sus primeras incursiones como jugador amateur jugó en el Club Cerro Porteño, pero más tarde se trasladaría al Club Sportivo San Lorenzo.
Su notable performance y habilidad natural para marcar goles hicieron que Rodrigo formara parte del plantel principal del Sportivo San Lorenzo (Rayadito) a su temprana edad. Jugando también por la Selección Paraguaya De la categoría Intermedia del fútbol paraguayo. También compitiendo una temporada con el Club Barra Mansa Fc (Segunda división del Campeonato Carioca)
Sportivo San Lorenzo y debut en Primera División
En el 2011 tuvo la oportunidad de jugar con el plantel principal, jugando la segunda etapa de la división intermedia marcando 22 goles en su primera aparición como jugador semi-profesional.
Con San Lorenzo compite por primera vez en su carrera en la División de Honor del fútbol paraguayo debutando en el Clausura 2015, a raíz de sus buenas actuaciones con el equipo santo, Fue a participar con el Barra Mansa Fc una temporada en el torneo Carioca.

## eSports
Actualmente es el fundador y miembro del club de eSports Campeón FC 10, equipo de la Primera División de IESA Paraguay.

## Clubes
| Club           | País     | Año           |
| -------------- | -------- | ------------- |
| San Lorenzo    | Paraguay | 2011-2015     |
| Barra Mansa FC | Brasil   | 2016          |
| San Lorenzo    | Paraguay | 2016-presente |

## Estilo de juego
Rodrigo es un delantero corpulento que destaca por su potencia física, su capacidad de maniobrar con la pelota de espaldas al arco rival y su velocidad a la hora de desmarcarse. Gracias a sus 1,83 de altura posee un buen juego aéreo y además es capaz de rematar con precisión a portería utilizando ambas piernas.